# Argyresthia submontana
Argyresthia submontana là một loài bướm đêm trong họ Yponomeutidae. Nó được tìm thấy ở Thụy Điển, Phần Lan, Đức, Ba Lan, Slovakia, Áo, Thụy Sĩ, Italia và Pháp.
Sải cánh dài 11–13 mm. Cá thể trưởng thành mọc cánh từ tháng 6 đến tháng 8.
Ấu trùng ăn Sorbus aria và có thể ăn cả loài cây trồng Cotoneaster.